# 岡部得三

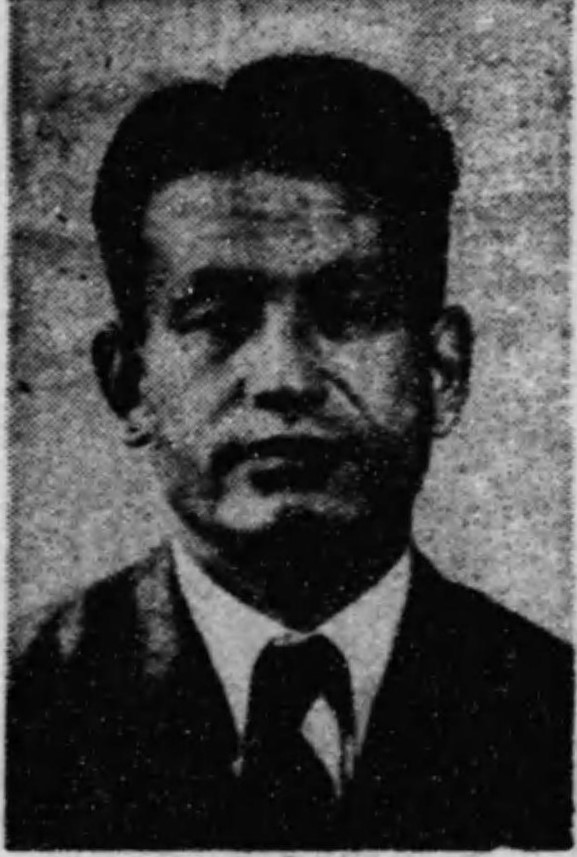
岡部得三

岡部 得三（おかべ とくぞう、1909年（明治42年）7月15日 - 1978年（昭和53年）5月3日）は、昭和期の土木技術者、実業家、政治家。衆議院議員（4期）。

## 経歴
福岡県出身。1931年（昭和6年）帝国高等工業学院土木科を卒業。
台湾総督府交通局勤務、若松市土木課勤務、岡部組取締役、若松港運取締役、若松商工会議所会頭などを務めた。
1946年4月、第22回衆議院議員総選挙おいて福岡県第二区で日本進歩党から出馬して当選。その後、福岡県第二区から第23回、第26回、第28回総選挙でも当選し、衆議院議員を通算4期務めた。この間、第2次岸改造内閣経済企画政務次官、民主党党務部長、同政調会副会長、改進党貿易海運振興委員長、自由民主党全国組織委員会副委員長などを務めた。
炭鉱国管疑獄では、1948年（昭和23年）衆議院不当財産取引調査委員会に証人喚問され、その後、逮捕されたが起訴猶予処分となった。
その後、土地調査委員会委員、同委員長代理を務めた。
1978年（昭和53年）5月3日死去、68歳。死没日をもって勲二等瑞宝章追贈、従四位に叙される。